# Faktorová grupa
Faktorová grupa neboli faktorgrupa nebo podílová grupa případně pod vlivem angličtiny kvocientní grupa je v teorii grup grupa odvozená od dvou jiných grup způsobem, který zobecňuje dělení na grupy. V univerzální algebře je možné definovat faktorovou grupu jako grupu, která je faktoralgebrou jiné grupy.

## Definice

### Rozklady podle podgrupy
- Levým rozkladem grupy {\displaystyle G\,\!} podle podgrupy {\displaystyle H\,\!} je množina

{\displaystyle \{aH:a\in G\}}
kde množiny {\displaystyle aH=\{a\cdot h:h\in H\}} se nazývají levé třídy rozkladu.
- Pravým rozkladem grupy {\displaystyle G\,\!} podle podgrupy {\displaystyle H\,\!} je množina

{\displaystyle \{Ha:a\in G\}}
kde množiny {\displaystyle Ha=\{h\cdot a:h\in H\}} pravé třídy rozkladu.

### Normální podgrupa
Podgrupa {\displaystyle H\,\!} grupy {\displaystyle G\,\!} je normální, značíme {\displaystyle H\triangleleft G\,\!}, pokud pro všechny {\displaystyle a\in G\,\!} platí {\displaystyle aH=Ha\,\!}.

#### Příklad
- Každá podgrupa abelovské grupy je normální.

### Faktorgrupa
Jestliže {\displaystyle H\,\!} je normální podgrupa grupy {\displaystyle G\,\!} (symbolicky: {\displaystyle H\triangleleft G}), můžeme na množině levých rozkladových tříd zavést grupovou operaci
{\displaystyle aH\cdot bH=(a\cdot b)H}.
Pak množina levých rozkladových tříd s touto operací tvoří opět grupu, která se nazývá faktorová grupa {\displaystyle G\,\!} podle normální podgrupy {\displaystyle H\,\!} a značí se {\displaystyle G/H\,\!}.

## Příklady
- Je-li {\displaystyle G\,\!} libovolná grupa s násobením, pak {\displaystyle G\,\!} a {\displaystyle \{1\}\,\!} jsou její normální podgrupy. Pro příslušné faktorové grupy platí {\displaystyle G/G\cong {1}} a {\displaystyle G/{1}\cong G}.
- Množina {\displaystyle n\mathbb {Z} \,\!} všech násobků čísla {\displaystyle n\,\!} je normální podgrupou aditivní grupy {\displaystyle \mathbb {Z} \,\!}, faktorová grupa {\displaystyle \mathbb {Z} /n\mathbb {Z} \,\!} je isomorfní s grupou {\displaystyle \mathbb {Z} _{n}\,\!}.

## Hlavní věty o faktorových grupách
Nechť {\displaystyle f:G\to H} je homomorfizmus grup. Pak jádro Ker(f) je normální podgrupa G a {\displaystyle x\mapsto xKer(f)} definuje izomorfizmus grup
{\displaystyle Im(f)\simeq G/Ker(f).}
Nechť {\displaystyle N\triangleleft G}. Pak ke každému homomorfismu {\displaystyle \varphi :G\rightarrow L} grup, pro který {\displaystyle N\subseteq Ker\varphi }, existuje jediný homomorfismus {\displaystyle \varphi ':G/N\rightarrow L} takový, že {\displaystyle \varphi =\varphi '\circ p} (kde {\displaystyle p\,\!} je projekce {\displaystyle G\,\!} na {\displaystyle G/N\,\!}).
Nechť N a H jsou normální podgrupy G a N je podgrupa H. Pak N je normální podgrupa H, H/N je normální podgrupa G/N a platí
{\displaystyle G/H\simeq (G/N)/(H/N).}